# Франсуа-Аннибаль II д’Эстре
Герцог Франсуа-Аннибаль II д’Эстре (фр. François-Annibal II d'Estrées; ок. 1622 — 30 января 1687, Рим) — французский военачальник, государственный деятель и дипломат.

## Биография
Сын герцога Франсуа-Аннибаля I д'Эстре и Мари де Бетюн.
Граф де Нантёй-ле-Одуэн, первый барон и сенешаль Булонне, виконт Суассона и Пьерпона.
При жизни отца именовался маркизом де Кёвром.
9 февраля 1644 получил роту в кавалерийском полку Королевы, участвовал в двух боях под Фрайбургом и походе Конде и Тюренна вниз по Рейну, в том числе в осадах Филиппсбурга, Гермесхайма, Шпайера, Вормса, Ландау.
25 марта 1645 получил патент на формирование кавалерийского полка своего имени, с которым принял участие в осадах Касселя, Мардика, Линка, Бурбура, Менена, Бетюна, Лиллера, Сен-Венана; в 1646 году Куртре и Берг-Сен-Винока.
23 августа стал губернатором в Керси и Домме, вакантных после смерти маркиза де Темина, своего родственника, при условии выплаты 60 тыс. ливров Луи и Катрин, своим брату и сестре.
8 февраля 1647 произведен в лагерные маршалы. В кампанию того года участвовал в осадах Диксмёйде, Ла-Басе и Ланса.
В 1648—1650 годах служил в Каталонской армии. В 1648 году маршал Шомберг выступил навстречу неприятелю, двигавшемуся на помощь Тортосе, которую он осаждал, и оставил маркиза вести осаду. К своему возвращению он нашел готовую переправу через ров и удобную брешь, штурмовал город и овладел им.
В 1649 году внес вклад в операции французов, помешавшие испанцам осадить Барселону.
В 1651 году оказал помощь Вервену. Генерал-лейтенант (10.06.1652), командующий в Суассоннуа.
В последние годы войны с испанцами участвовал во множестве операций:
1653: атака замка Орн, замков Собре, Ретель, Музон, Сен-Мену;
1654: осады Бельфора, Стене, снятие испанской осады Арраса, взятие Ле-Кенуа;
1655: осады Ландреси, Конде, Сен-Гилена;
1656: осады Валансьена и Ла-Капели;
1657: осады Камбре и Сен-Венана, снятие испанской осады Ардра, взятие Ла-Мот-о-Буа и Мардика
1658: осада Дюнкерка и битва на дюнах, осады Берга, Диксмёйде, Фюрна, Ауденарде, Менена, Ипра.
29 сентября 1654 получил генеральное наместничество губернаторства Иль-де-Франса, от которого отец отказался в его пользу, и был назначен преемником должности губернатора той же провинции.
6 июля 1659 отказался от губернаторства в Керси. 18 апреля 1661 распустил свой полк.
Во время Деволюционной войны 23 мая 1667 был назначен командующим войсками, оставленными с королевой.
Герцог д’Эстре, пэр Франции, губернатор Иль-де-Франса, Суассона, Нуайона и Лана по смерти отца 5 мая 1670. Уступил генеральное наместничество сыну.
С января 1672 был чрезвычайным послом в Риме, где и умер от апоплексии. Папа Иннокентий XI воздал ему почести, полагавшиеся в Вечном городе только при погребении принцев. Останки были перевезены в Суассон и погребены рядом с отцом в церкви фёйянов.

## Семья
Жена (1647): Катрин де Лозьер-Темин (ум. 12.1684), дочь и наследница Шарля де Лозьера и Анн Абер де Монмор, его мачехи
Дети:
- герцог Франсуа-Аннибаль III (1649—11.09.1698). Жена 1) (1670): Мадлен де Лион (ум. 1684), дочь государственного секретаря Юга де Лиона; 2)  (1688): Мадлен-Диана Ботрю
- Луи-Шарль (ум. 5.05.1672), маркиз де Темин, капитан корабля
- Жан (1651—1.12.1694), аббат Конша, епископ Лана, герцог и пэр Франции